# ضريح رود بند
ضريح رود بند (بالفارسية: آرامگاه رود بند) هو ضريح تاريخي يعود إلى السلالة الصفوية والقاجاريون، ويقع في دزفول.